# Liste der Monuments historiques in Autouillet
Die Liste der Monuments historiques in Autouillet führt die Monuments historiques in der französischen Gemeinde Autouillet auf.

## Liste der Bauwerke
| Bezeichnung                       | Beschreibung | Standort | Kennzeichnung | Schutzstatus   | Datum | Bild |
| --------------------------------- | ------------ | -------- | ------------- | -------------- | ----- | ---- |
| Kirche Notre-Dame-de-l’Assomption |              | (Lage)   | PA00087362    | Classé Inscrit | 1946  |      |

## Liste der Objekte
- Monuments historiques (Objekte) in Autouillet in der Base Palissy des französischen Kultusministeriums